# William Lassell
William Lassell (18. juni 1799 – 5. oktober 1880) var en britisk astronom, født i Bolton, England.
Han skabte sig en formue ved at brygge øl, hvilket gjorde ham i stand til at forfølge sin interesse i astronomi. Han byggede et observatorium nær Liverpool. 
I 1846 opdagede han Triton, Neptuns største måne. I 1848 opdagede han på samme tid som en anden Hyperion, en af Saturns måner. I 1851 opdagede han Ariel og Umbriel, to nye måner omkring Uranus.